# PACE Youth Theatre
PACE Youth Theatre faz parte da PACE Theatre Company, e está em funcionamento desde 1988. Foi fundada por David Wallace. Hoje é baseada em Spires Drama Studios, Paisley. Foi anteriormente conhecido como Paisley Youth Theatre, quando baseada no Paisley Arts Centre. Atualmente, a PACE tem pouco menos de 2000 membros.

## Ex-membros
Ex-integrantes do PACE Youth Theatre incluíram o ator James McAvoy, (Shameless, Last King of Scotland), o cantor Paolo Nutini, o ator Gordon McCorkell (River City), a atriz Shauna McDonald (Spooks, The Descent), o vencedor do Fame Academy David Sneddon, Richard Madden (Game of Thrones) e o apresentador de TV Kate Heavenor.

## Fest!
Fest! é um evento da PACE, realizando festivais de artes para os jovens. Existem mais de 3.000 participantes Fest! em cada ano, realizando mais de 60 performances diferentes.